# Daniel Nilsson (fotomodell)
Daniel Patrik Krister Nilsson, född 26 januari 1980 i Malmö, är en svensk fotomodell och skådespelare. Han är framförallt verksam i Italien.
Daniel Nilsson påbörjade sin professionella karriär i samband med flytt till Milano. Där etablerade han sig snabbt och redan efter några månader hade han fotograferats för, och arbetat med; Colmar, Marville, Champion, Carlsberg, Stone Island, café noir, m.fl. Nilsson syns även som modell för svenska Resteröds.   
År 2012 fick Nilsson rollen som "il Bonus" i tv-programmet Avanti Un Altro! på Canale5, vilken han fortfarande innehar. Han har även medverkat i “La coppia dei campioni”, “Don Matteo” och “Ballando con le stelle”, där han dansade till final.